# 02 〜黄金の里〜 (ゼロニ コガネノサト)
『02 〜黄金の里〜 (ゼロニ コガネノサト)』はNeoBallad(ネオバラッド)の2枚目のアルバム。

## 内容
青森民謡（南部俵積み唄,津軽タント節）、岩手民謡 (南部牛追い唄)、秋田民謡 (秋田音頭)、宮城民謡(さんさ時雨)、山形民謡(花笠音頭)、福島民謡(相馬盆唄,会津磐梯山)と東北全県の民謡が収録された東北色の強い作品となっている。

## 収録曲
1. 南部俵積み唄
2. 秋田音頭
3. 南部牛追い唄
4. ソーラン節
5. 津軽タント節
6. 相馬盆唄
7. さんさ時雨
8. 花笠音頭
9. 会津磐梯山
10. 炭坑節